# اسکات کراس (بازیکن فوتبال)
اسکات کراس (انگلیسی: Scott Cross؛ زادهٔ ۳۰ اکتبر ۱۹۸۷) بازیکن فوتبال اهل بریتانیا است.
از باشگاه‌هایی که در آن بازی کرده‌است می‌توان به باشگاه فوتبال نورث‌همپتون تاون اشاره کرد.